# 村井長家
村井 長家（むらい ながいえ）は、加賀藩家臣。加賀八家村井家第3代当主。

## 生涯
美濃野村藩主・織田長孝の四男として生まれ、前田家家臣村井長次の養子となる。慶長18年（1612年）、養父の死去により家督と知行1万7240石を相続する。慶長19年（1614年）の大坂冬の陣、元和元年（1615年）の大坂夏の陣は山崎長徳が陣代を務めた。寛永2年（1625年）、知行書の記載漏れにより、976石を没収される。寛永6年（1629年）、能登瀬戸比古神社の社殿を修復する。寛永14年（1637年）、隠居して家督を嫡男の長朝に譲る。延宝3年（1675年）没。享年72。村井家は長朝の代に春香院の化粧料を相続して知行1万6500石となり、孫の親長の代に七手頭に加えられ八家（加賀八家）となった。実兄の長政も前田家に仕えている。